# Yua chinensis
Yua chinensis är en vinväxtart som beskrevs av Chao Luang Li. Yua chinensis ingår i släktet Yua och familjen vinväxter. Inga underarter finns listade i Catalogue of Life.